# Pallasovka
Pallasovka (rusky Палла́совка) je město ve Volgogradské oblasti v Ruské federaci. Při sčítání lidu v roce 2010 měla přes šestnáct tisíc obyvatel.

## Poloha a doprava
Pallasovka leží v Kaspické nížině na pravém břehu Torguně, levého přítoku Volhy. Je vzdálena přibližně 300 kilometrů severovýchodně od Volgogradu, správního střediska oblasti, a jen zhruba 30 kilometrů severozápadně od kazašsko-ruské státní hranice. Několik nejbližších měst se nachází zhruba ve vzdálenosti sto kilometrů - Kamyšin a Nikolajevsk směrem na západ, Krasnyj Kut směrem na sever a Novouzensk směrem na severovýchod.
Ve městě je železniční stanice na trati z Krasného Kutu do Astrachaně.

## Dějiny
V roce 1860 vznikla nedaleko na východ od dnešního města nová kolonie Povolžských Němců nazvaná Neu Galka, tedy Nová Galka (rusky Novaja Galka), které byla dceřinou kolonií kolonie Galka založené v roce 1764 na pravém břehu Volhy přibližně 40 kilometrů severovýchodně od Kamyšina.
V roce 1907 byla postavena železniční trať z Krasného Kutu do Astrachaně a vznikla na ní stanice Torguň pojmenovaná podle zdejší řeky. Stejně se nazývalo i zdejší staniční osídlení. Obojí bylo ale brzy přejmenována k poctě biologa  Petera Simona Pallase, který krátce působil ve zdejší oblasti. Kolonie Nová Galka se stala její administrativní součástí.
V éře Sovětského svazu byla Pallasovka nejprve od roku 1918 do roku 1941 součástí Autonomní sovětské socialistické republiky Povolžských Němců, ve které ležela v jejím jihovýchodním cípu.
Za druhé světové války byli němečtí obyvatelé z velké části deportováni a název Nová Galka se od roku 1941 už nepoužíval.
Od roku 1967 je Pallasovka městem.